# Metopides occipitalis
Metopides occipitalis là một loài bọ cánh cứng trong họ Cerambycidae.